# FREE THE BEAST
《FREE THE BEAST》는 2020년 11월 15일에 발매된 대한민국의 래퍼 겸 프로듀서 B-FREE의 일곱 번째 정규 음반이다.
이 앨범은 비프리가 겪은 인생 최악의 시기 속에서 태어난 작품으로, 생동감 넘치는 가사와 드라마틱한 앨범 구성, 그리고 국내 최고 수준의 하드코어 사운드를 자랑한다. 비프리는 과거 하이라이트 레코즈 소속으로 활동했으나, 2016년 레이블과의 갈등 끝에 탈퇴했고, 이후로도 지속적인 악성 비난과 사이버 공격에 시달리며 정신적인 고통을 겪었다. 믿었던 동료와의 배신, 코홀트 멤버들의 마약 중독으로 인한 붕괴, 그리고 연인 사라와의 이혼 등 여러 사건들로 음악적 커리어를 넘어 개인적 삶까지 큰 타격을 입게 되었다. 이 절망적인 상황에서 비프리는 지옥 끝에서 다시 지상으로 올라가겠다는 절박한 분노를 음악으로 표현해냈다.

## 앨범 소개
“사람들에게 용기를 심어줄 괴물 같은 앨범을 들고 왔다.”

## 앨범 발매 과정

### 발매 전
본작이 나오기 약 1년 전쯤 발매된 정규 6집인 FREE FROM HELL을 통해서 한국에 멤피스 랩을 선보였으며 각종 행보면에서는 논란이 되는 부분이 많으나 음악으로 함부로 폄하하기는 힘들다는 평을 받고 있었다. 본작에서 여전히 그 연장선에서 멤피스 랩 사운드를 바탕으로 둔 것을 생각해볼때 전작의 영향이 남아있는 것으로 보인다.
2019년 11월 4일, 본작에 수록된 '내 옷에 피'라는 제목으로 수록된 'BLOOD ON MY SHIRT'의 뮤직비디오를 Wave Seoul의 공식 유튜브 계정을 통해서 공개하였다. 해당 곡은 본래 '내 옷에 피 REMIX'라는 이름으로 Keith Ape의 피처링이 추가된 채로 앨범에 수록될 예정이었으나 그와의 불화로 인해 빠지게 되었다.
2020년 4월 25일, 본작에는 '친구들 2016'라는 이름으로 수록된 곡인 'FRIENDS'와 신곡인 'SICK FRIENDS'를 'FRIEDNS'라는 이름의 싱글로 묶어서 발매하였다. 발매와 동시에 'FRIENDS'의 뮤직비디오를 우선적으로 공개하였으며 5월 5일에 'SICK FRIENDS'의 뮤직비디오를 추가로 공개하였다.
이전까지의 작품에서는 기획사에 스톤쉽이 표기되어있지 않으나 이곡부터는 NEW WAVE RECORDS와 함께 병기되어 있는 것을 보면 이때부터 함께 앨범 제작을 한 것으로 보인다.
2020년 6월 25일, 본작의 수록곡이자 스톤쉽 소속의 아티스트인 먼치맨과 함께한 '부활절' 싱글이 공개되었다. 또한 앨범 소개로 뮤직비디오가 발매될 것을 예고하였으나 바로 공개되지는 않았으며 약 3개월 뒤인 9월 24일에 공개되었다. 뮤직비디오의 공개가 늦어진 이유는 비프리가 오토바이를 타다가 새끼발가락이 부러져 치료를 받았기 때문이라고 한다.
2020년 9월 6일, 본작에는 '드라큘라 2020'라는 이름으로 수록된 'DRACULA 2020'이 싱글로 발매되었다. 상술했듯이 앨범에 수록되면서 나레이션이 추가되었다.
2020년 10월 29일, 비프리의 인스타 계정을 통해서 정규 7집에 해당하는 앨범인 FREE THE BEAST가 공개될 것을 밝히며 앨범의 트랙리스트를 공개하였다. 총 17곡 트랙으로 공개되었으며 이때까지는 아직 Keith Ape의 피처링이 존재했었다는 것을 확인할 수 있다. 또한 KEITH APE의 마스코트인 아오오니의 나오는 캐릭터, 후왓티 캐릭터도 트랙리스트 커버에 존재했다.
2020년 10월 29일, 트랙리스트가 공개되고 얼마있지 않아 곧 비프리가 Keith Ape의 피처링 벌스를 대가도 지불하지 않았으며 본인 허락도 없이 무단으로 사용한 것임이 드러났다. 또한 댓글의 수위를 생각했을때 둘 사이에 쌓여온 일은 해당 피처링 무단 사용만은 아니었던 것으로 보인다. 이후 개인적인 폭로전과 키배가 이어졌다. 자세한 내용은 참고 바람.
발매 전의 올라온 트랙리스트에는 원래 앨범에 있는 마지막 트랙인 '설계'가 빠져있다.
2020년 11월 10일, 'FREE THE BEAST SHOWCASE'가 12월 5일에 부산에서 열린 것을 예고하였다.
2020년 11월 15일, 수정된 트랙리스트가 공개되었다. 본래 17곡이던 앨범이 18곡으로 변경되었고 수록곡 중 '휴식', '내 옷에 피 REMIX' 두 트랙에서 Keith Ape의 피처링이 빠졌다. 또한 트랙리스트 커버에서 KEITH APE를 상징하는 후왓티 캐릭터가 사라졌다.
2020년 11월 15일, 모든 음원사이트를 통해서 FREE THE BEAST가 발매되었다.

### 발매 후
발매 전의 올라온 트랙리스트에는 원래 앨범에 있는 마지막 트랙인 '설계'가 빠져있었으나, 나중에 추가가 되었다.
2020년 11월 23일, 코로나19의 확산으로 인해 12월 5일 예정이던 FREE THE BEAST SHOWCASE가 무기한 연기되었다.
2020년 12월 18일, 앨범의 MD로써 앨범의 커버가 담긴 양면 포스터와 스티커를 스톤쉽 공식 스토어에서 판매하였다.
2020년 12월 23일, 예정에는 없었으나 팬들의 요청으로 FREE THE BEAST의 피지컬 음반을 CD로 발매할 예정임을 인스타 라이브에서 밝혔다.
2021년 1월 5일, FREE THE BEAST의 피지컬 음반의 디자인을 인스타그램 스토리를 통해서 공개하였다. 더불어 권기백과의 합작 앨범인 STICKY MAFIA'의 피지컬 음반의 디자인도 함께 공개되었다.
2021년 11월 14일, 코로나로 무기한 연기되었던 FREE THE BEAST SHOWCASE가 대구 Heavy에서 진행되었다. 아시루가 오프닝을 맡았으며, 권기백, 아이엠머니, 비지니스보이, 킹 사우스 쥐가 게스트로 참여했다.
2021년 11월 29일, 오후 3시에 스톤쉽 쇼핑몰에서 전 피지컬 앨범과 비교하여 디자인이 변경된 한정판 FREE THE BEAST DVD 케이스 300개를 판매 시작하였다. 2021년 12월 27일 모두 품절되었다.
2023년 8월, 사운드클라우드와 패트리온 계정을 통해 발매 당시 빠졌던 '설계'와 'Blood On My Shirt'의 키스에이프 버전이 공개되었다.
2023년 5월 12일, 스톤쉽샵에서 판매된다는 바이닐 예약 판매 공지가 올라왔다. 구성은 게이트폴드 구성 2LP. 한 달이 자나 품절이 되었다.

## 평가 및 반응
리드머에서 무려4.5점을 받았으며 한국힙합 최고의 명반이라는 타이틀이 붙어도 전혀 이상하지 않을 정도이다.

## 트랙 리스트
| #            | 제목                                               | 작사                          | 작곡                 | 편곡  | 재생 시간 |
| ------------ | -------------------------------------------------- | ----------------------------- | -------------------- | ----- | --------- |
| 1.           | 〈THIS TIME〉 (feat. DANNY CHO)                    | B-FREE                        | B-FREE               | 3:28  |           |
| 2.           | 〈BOUNTY HUNTER〉 (feat. COKE JAZZ)                | B-FREE, COKE JAZZ             | B-FREE               | 2:59  |           |
| 3.           | 〈DEATH VALLEY〉                                   | B-FREE                        | B-FREE               | 2:55  |           |
| 4.           | 〈DRACULA 2020〉                                   | B-FREE                        | B-FREE               | 3:51  |           |
| 5.           | 〈PARANOID 2020〉 (feat. KWON KI BAEK)             | B-FREE, KWON KI BAEK          | B-FREE               | 2:50  |           |
| 6.           | 〈PAY ME FREESTYLE〉 (feat. CHARITY, KWON KI BAEK) | B-FREE, CHARITY, KWON KI BAEK | B-FREE               | 3:36  |           |
| 7.           | 〈BREAK〉 (feat. KWON KI BAEK)                     | B-FREE                        | B-FREE               | 2:15  |           |
| 8.           | 〈ASSHxLE〉 (feat. EK)                             | B-FREE                        | B-FREE               | 3:05  |           |
| 9.           | 〈RESURRECTION〉 (feat. MUNCHMAN)                  | B-FREE, MUNCHMAN              | B-FREE, DR. F        | 2:18  |           |
| 10.          | 〈LIFE SAVER〉 (feat. PNSB)                        | B-FREE                        | B-FREE               | 2:20  |           |
| 11.          | 〈VIBE〉 (feat. DUSTYY HAN)                        | B-FREE                        | B-FREE               | 2:59  |           |
| 12.          | 〈HEAVEN SKIT〉                                    |                               |                      | 2:12  |           |
| 13.          | 〈FRIENDS 2016〉                                   | B-FREE                        | B-FREE               | 1:53  |           |
| 14.          | 〈CHANGE〉                                         | B-FREE                        | B-FREE, THE HOLYMANE | 4:02  |           |
| 15.          | 〈BLESSED〉                                        | B-FREE                        | YUNG JERRY           | 2:32  |           |
| 16.          | 〈BLOOD ON MY SHIRT〉                              | B-FREE                        | SKEEMASKILE          | 1:40  |           |
| 17.          | 〈OUTRO〉 (feat. KWON KI BAEK, ANDY PLAGER)        | B-FREE                        | B-FREE               | 2:48  |           |
| 18.          | 〈DESIGN〉                                         | B-FREE                        | B-FREE               | 2:51  |           |
| 총 재생 시간 | 총 재생 시간                                       | 총 재생 시간                  | 총 재생 시간         | 50:34 |           |

| 뉴웨이브 레코즈 영상 설명란 中 크레딧 |
| --- |
| - EXECUTIVE PRODUCER: NEW WAVE RECORDS, STONESHIP - CO-PRODUCER: STONESHIP - PRODUCTION & A&R: STONESHIP - ARTWORK: 3shifts of hell - A&R DIRECTOR: 석찬우 - A&R ASSISTANCE: 정재호, 오유경, 김창우 |

- Mastered by ANTHONY KILHOFFER, FREE THE BEAST, GAKA

| 인스타그램 게시글 中 크레딧 |
| --- |
| - Cover by Bang Sin Woong @3shifts_of_hell - Executive Produced by Ddolbae @stoneship_ - All Tracks Except Change, Blessed, Design Mixed by FREE THE BEAST, KWON KI BAEK - All Tracks Mastered by Anthony Kilhoffer Except Design, Blessed, Heaven, Resurrection - All Tracks Recorded @namsanfilm, additional Recording Done @STONESHIP |

## 여담
- 리드머 [FREE THE BEAST] 리뷰 Free The Beast[6]

- 앨범 커버 오른쪽 상단을 잘 보면 비프리가 전두환의 얼굴에 오줌을 깔기고 있다.(...) 게다가 아이러니하게도 앨범을 발매한지 1년 후 전두환이 사망했다. 비프리는 전두환을 안 좋게 생각하는지 이 사실을 알게 되자 인스타로 전두환 사망 기념 페이 피쳐링이라고 올리기까지 한다.

- 피지컬 CD 앨범의 뒷면에서의 무덤 위에 팔로알토와 허클베리피의 얼굴을 찾을 수 있다. 피지컬 바이닐 앨범서는 종이로 마감처리 디자인을 하면서 그 부분이 짤려있다.

- 해당 앨범의 피지컬 CD를 산 구매자에 의하면 다른 힙합 앨범들은 다 'Contemporary Hip Hop'라고 뜨는데 이 앨범에서는 설정된 장르가 'R&B'라고 한다.[7] 듣는데에는 지장이 없다.

- 수록곡들은 한국어 제목과 영어 제목이 따로 있으며 플랫폼에 따라 제목이 다르다.[8]

- 앨범 커버는 프라 안젤리코(Fra Angelico)가 그린 '최후의 심판' 중 '지옥의 고통' 부분을 오마주해 만들어졌다.

- 이 앨범의 마스터링은 그래미를 4개 수상한 앤소니 킬호퍼(Anthony Kilhoffer)이 맡았다.

- 2021년 1월 24일, FREE THE BEAST 앨범을 발매한 후 몇 달 뒤, 인스타그램 라이브로 사람들이 한대음이 올해의 앨범으로 노미네이트 되었는데 수상소감을 준비했냐고 묻자 "한대음 검색해 보니 저에게 상처받은 사람들이 매년 상받는 곳이던데요. 제가 받으면 난리나죠."라고 말했다.

- 비프리가 돈 문제에 대해 논란이 있는 편이라 피처링을 담당한 래퍼와 이 앨범을 만들었을 때 같이 만들어준 회사에게 정확히 분할해서 수익을 준 거 맞냐는 말이 나오고 있다. 일단 피처링으로 참여한 사람들에게서 말이 안나오는걸 봐선 정당하게 수익을 지급한 듯 하다.

- 당장 이 앨범에서 키스에이프에게 피쳐링비를 지불하지 않았다는 이유로 키스에이프와 싸우며 코홀트에서 나오게 된다. 이에 비프리는 키스에이프의 요청대로 피쳐링에서 키스에이프를 뺐다고 하였다.

- 이 앨범의 1주년을 기념으로 DVD 케이스에 재발매되며 디자인이 피 묘사가 더 늘어나고 다른 부분이 바뀌었다.

| 1주년 기념 인스타그램에 앨범에 대해 남긴 글: |
| --- |
| 그러고 보니 #freethebeast 라는 앨범의 1주년이네요 저는 이 앨범을 만드는 동안 태어나서 겪어보지 못한 고난을 겪고 있다고 생각했고 이 상황들을 이겨내기 위해서는 나보단 강한 힘이 필요했고 이 음악을 통해 앞으로도 그 어떤 험한 일이 있다해도 이겨 낼 수 있다고 다짐했습니다. 그동안 응원 해주신 분들 너무나 감사드리며 1주년 재판을 기대해주세요. |

- '현상금 사냥꾼'의 작곡 크레딧은 비프리로 등록되어 있으나 콕재즈는 인스타그램 라이브 방송에서 중간에 우쿨렐레 부분과 전체적인 프로듀싱에 참여했다고 말하였다. 콕재즈의 인스타그램 라이브에 따르면 6시간 동안 X빠지게 우쿨렐레를 연주했다고 한다.

- 수록곡 '휴식'에 이거 샘플링 뭐냐고 댓글이 달리자, 어떤 곡을 샘플링한 것인지 맞추면 비프리는 답글로 100만원을 준다고 언급한 적 있다. 다른 수록곡들의 샘플링은 대부분 발견된 반면에 '휴식'은 오랜 기간 동안 발견되지 않았다. 2024년 1월 후반, 비프리가 업로드한 휴식 영상에서 휴식으로 추정되는 샘플링 곡 이름을 댓글로 언급한 사람이 있었으며, '이거 샘플 Radio Morocco - Quartertone Winds 맞나요??? 100만원은 필요없습니다.' 그 후 2주 뒤 힙합엘이 게시물로 휴식 샘플링은 부트캠프에 있는 'Radio Morocco - Quartertone Winds'라고 밝혀져서 주목을 받았다.

- 비프리는 패트리온이 주로 특정 인물이 19금 사진을 공유하고 돈을 버는 곳인데 그런 곳인 줄 하나도 몰랐는지, 비프리한테 그러한 것을 요청하는 사람들이 있었는지, 변태같은 말을 하는 사람들이 있어서 곧 탈퇴하겠다고 말하였다. 비프리는 후원자들에게 저에게 후원을 하신 분들에게 전하는 먼저 들어볼 수 있는 선물이라며, FREE THE BEAST에 키스에이프가 빠졌던 "내 옷에 피" 오리지날 곡을 하나 올렸고 며칠 뒤 탈퇴하였다.[9] 해당 곡은 비프리 팬이 유튜브 영상을 만들어 업로드하였다. 휴식 오리지날 버전은 비프리가 자신의 사운드클라우드에 올렸다.[10] 키스에이프가 두 곡이나 참여했으나 참여한 채로 발매될 뻔한 FREE THE BEAST 수록곡 중 하나인, 내 옷에 피는 2023년 후반에 키스에이프 크레딧이 있는 채로 싱글로 발매되었다. 내 옷에 피의 벌스는, 비프리가 FREE THE BEAST를 정식으로 발매하기 전 인스타그램 라이브로 사람들에게 들려줬었는데, 내 옷에 피 원곡을 들었든 사람들은 키스에이프의 내 옷에 피 벌스가 죽여줬다는 썰이 커뮤니티를 돌았었다. 정식으로 싱글 발매된 후, 내 옷에 피의 키스에이프 벌스가 좋은 평을 받고 있으며, 다른 곡은 '휴식'인데 권기백 벌스보다 별로라는 평이 많다.

- 이 앨범이 나오기 전, 2020년에 이슈가 된 사건만 늘어놓으면 가관 그 자체이다. 하이라이트 나가고 정산 안 해준다고 염병 떨기, 킹치메인과 댓글 놀이 하다가 킹치메인 패기, 안마의자에 앉아서 '어우 x추까지 해주면 좋겠다', '먼치맨은... (기분을 풀려면) x스를 해야합니다' 인스타그램 라이브에서 말하기, 키스에이프한테 나 피쳐링에서 빼라고 욕 먹고 코홀트 떼라고 해서 코홀트 탈퇴 당하기, 또 그 동시에 권기백이라는 악동 키우기, 이게 모두 2020년에 모두 일어난 일이었다. 힙합 리스너들은 당연히 논란으로 인해 비프리를 꼴통으로 취급했으며 앨범을 기대 안했으나, 이 이후로 ~~내 물건에 손을 대면 계단에다 내던져~~ 같은 가사가 들어 있고 누가봐도 비프리라는 사람에 어울리는 짐승같은 이 앨범을 발매하였고 음악 하나는 잘한다는 호평을 받았다.

- 2020년 11월 15일, 힙합플레이야는 힙합플레이야 인스타그램에 FREE THE BEAST 3주년 기념 게시물을 올린 적이 있다.

- 2023년 11월, 비프리는 인스타그램 스토리로 FREE THE BEAST 피지컬 CD를 비싼 돈 주고 사지 마라, 더 예쁜 디자인으로 재발매를 할 거다라고 올렸는데, 3달 넘게 소식이 없다. 하지만 2024년 4월 5일 드디어 재발매를 하게 되었다.

- 후에 스톤쉽 똘배 말에 의하면, 이 앨범의 제작비가 커서 재발매를 여러번 해도 적자일 것이라고 말하였다.

- 2024년 초, 이센스에게 믹스테잎을 샤라웃을 받은 비트도 찍고 믹싱도 하는 래퍼로 이름을 알린 '아이모'라는 래퍼가 있었는데, 후에 믹스테잎을 발매 후, 인터뷰에서는 이 앨범을 듣고 큰 영향을 받았다고 답변을 한 적이 있다. 이 앨범으로 인해 퐁크라는 장르를 알게 되었고 이 믹스테잎의 스타일이 되었다고 한다. 실제로 이 앨범을 잘 알고 아이모의 믹스테잎 커버 디자인과 트랙리스트만 봐도 이 앨범 영향을 받은지 바로 눈치챌 수밖에 없다.